# Chemin de fer Aire-sur-la-Lys - Berck-Plage
Vous lisez un « bon article » labellisé en 2009.
La ligne d'Aire-sur-la-Lys à Berck-Plage est une voie ferrée d'intérêt local à écartement métrique qui relia, de la fin du XIXe siècle aux années 1950, la Plaine de la Lys au sud de la Côte d'Opale en traversant le Boulonnais dans le département du Pas-de-Calais.
Inaugurée en 1893, fermée en 1955, la ligne eut une durée d'exploitation relativement longue comparativement à beaucoup de ses homologues (l'itinéraire voisin de Berck-Plage à Paris-Plage en particulier). Elle bénéficia d'un trafic soutenu et varié, lié aux productions agricoles dans la première partie de son parcours jusqu'à Montreuil, puis, entre cette dernière ville et la mer, au tourisme balnéaire et aux marchandises confiées par des entreprises embranchées. Intégrée, en 1919, à la Compagnie générale de voies ferrées d'intérêt local, la ligne bénéficia de l'expérience de cette dernière en matière d'exploitation ferroviaire et d'innovation en matière de traction.

## La mise en service de la ligne

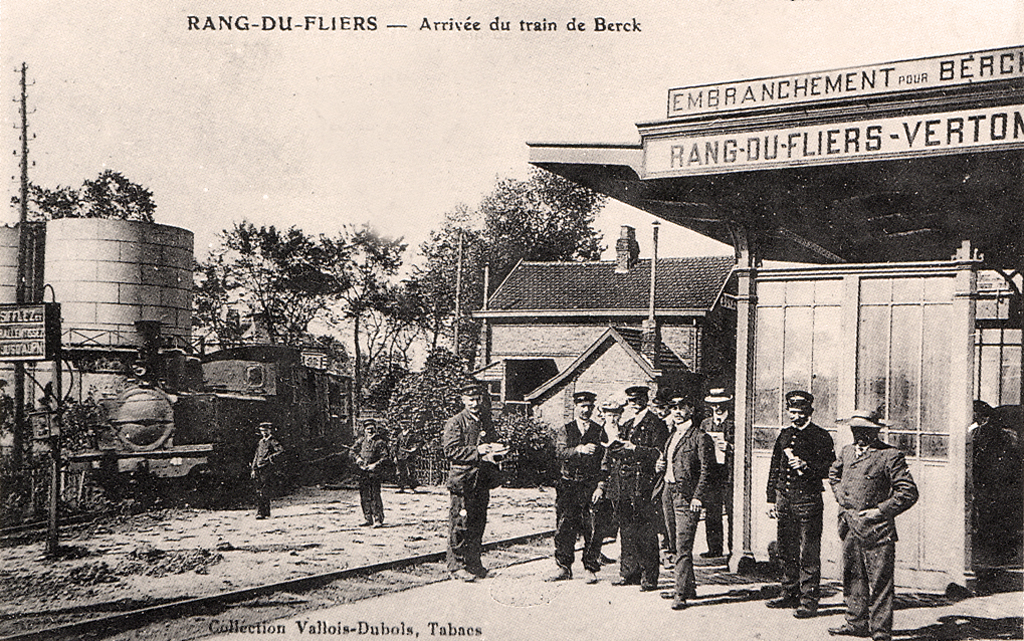
La gare de Rang-du-Fliers - Verton offrait une correspondance entre la ligne d'Aire-sur-la-Lys à Berck-Plage (au second plan avec un train en provenance de la station balnéaire) et la voie ferrée Amiens-Calais (au premier plan).

Après la mise en service progressive des voies ferrées d'intérêt général sous l'égide de la Compagnie des chemins de fer du Nord au cours des années 1860 et 1870, il subsistait, à l'ouest du département, un vaste quadrilatère (délimité par les communes de Saint-Omer, Béthune, Saint-Pol-sur-Ternoise et Étaples) dépourvu du nouveau mode de communication. La partie septentrionale de cet espace fut rapidement desservi par la ligne d'Anvin à Calais concédée à la Compagnie du Chemin de Fer d'Anvin à Calais (A.C.) et mise en service par étapes en 1881-1882. Dès le début des années 1880, d'autres itinéraires étaient projetés plus au sud de cette première ligne et des élus sollicitent la création d'un tramway reliant Verton à Fruges. Dès 1881, un citoyen britannique avait sollicité la concession d'un tramway de Verton à Aire-sur-la-Lys, desservant Montreuil, Hucqueliers, Fruges et Thérouanne mais, faute de moyens financiers suffisants, l'affaire demeura sans suite. Il en fut de même pour la demande de construction, en 1882, d'un chemin de fer à voie normale entre Verton et Berck-Plage, station balnéaire connaissant un succès grandissant. Le retrait du proposant, en 1885, mit également un terme à ce projet de desserte du littoral.

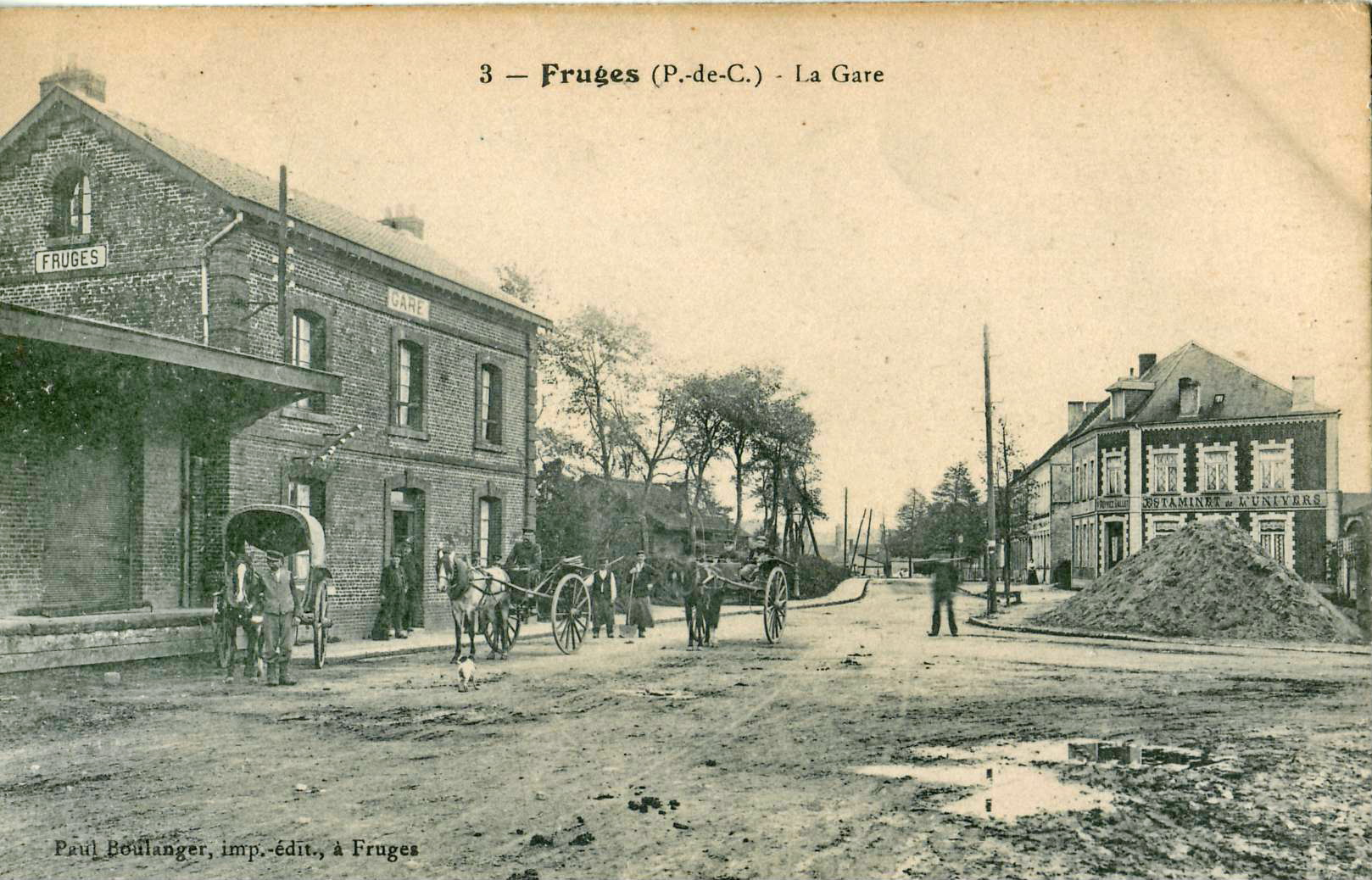
La gare de Fruges donnait correspondance avec la ligne d'Anvin à Calais.

En 1886, M. Lambert, entrepreneur fort actif dans le domaine de la construction des chemins de fer d'intérêt local dans le nord du pays, se proposa d'établir une ligne d'Aire-sur-la-Lys à Berck-Plage desservant le Boulonnais. Cette dernière présentait la particularité, pour limiter les frais d'établissement, d'emprunter sur une courte section, les voies de l'itinéraire d'Anvin à Calais entre Fruges et Rimeux-Gournay. De nombreux accords durent être signés avant que ne soit accordée la déclaration d'utilité publique le 12 décembre 1889 : concession à la Compagnie des Chemins de Fer d'Aire à Fruges et de Rimeux-Gournay à Berck (A.F.R.B.) chargée d'exploiter la ligne le 28 septembre 1886, contrat d'exploitation entre cette dernière et la Compagnie du Chemin de Fer d'Anvin à Calais (A.C.) pour la circulation sur le tronc commun le 2 avril 1887, convention d'avance de fonds avec la Compagnie des chemins de fer du Nord le 12 juin 1888.
La voie ferrée fut mise en service en plusieurs étapes de 1893 à 1899 :
- le 6 avril 1893 de Montreuil à Berck-Ville ;
- le 1er juin 1893 d'Aire-sur-la-Lys à Fruges ;
- le 30 juillet 1893 de Rimeux-Gournay à Montreuil ;
- le 1er septembre 1899 de Berck-Ville à Berck-Plage.

## Tracé et caractéristiques techniques

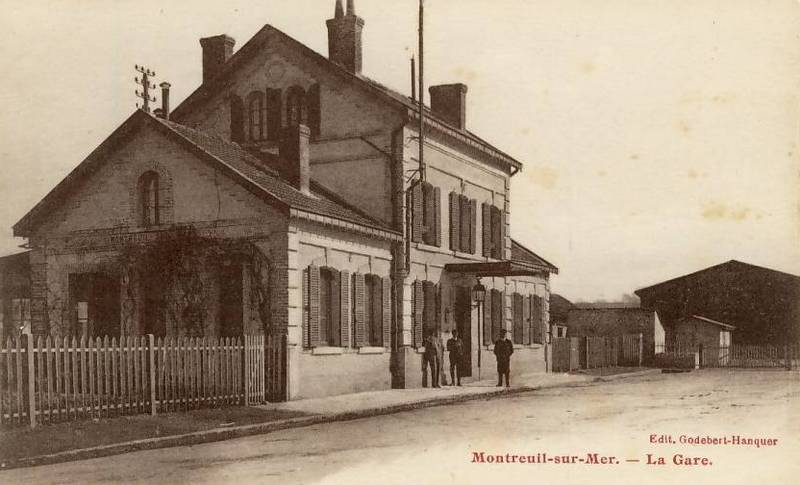
La gare de Montreuil commune à la ligne Aire-sur-la-Lys - Berck-Plage et à la voie ferrée Arras - Étaples exploitée par la Compagnie des chemins de fer du Nord.

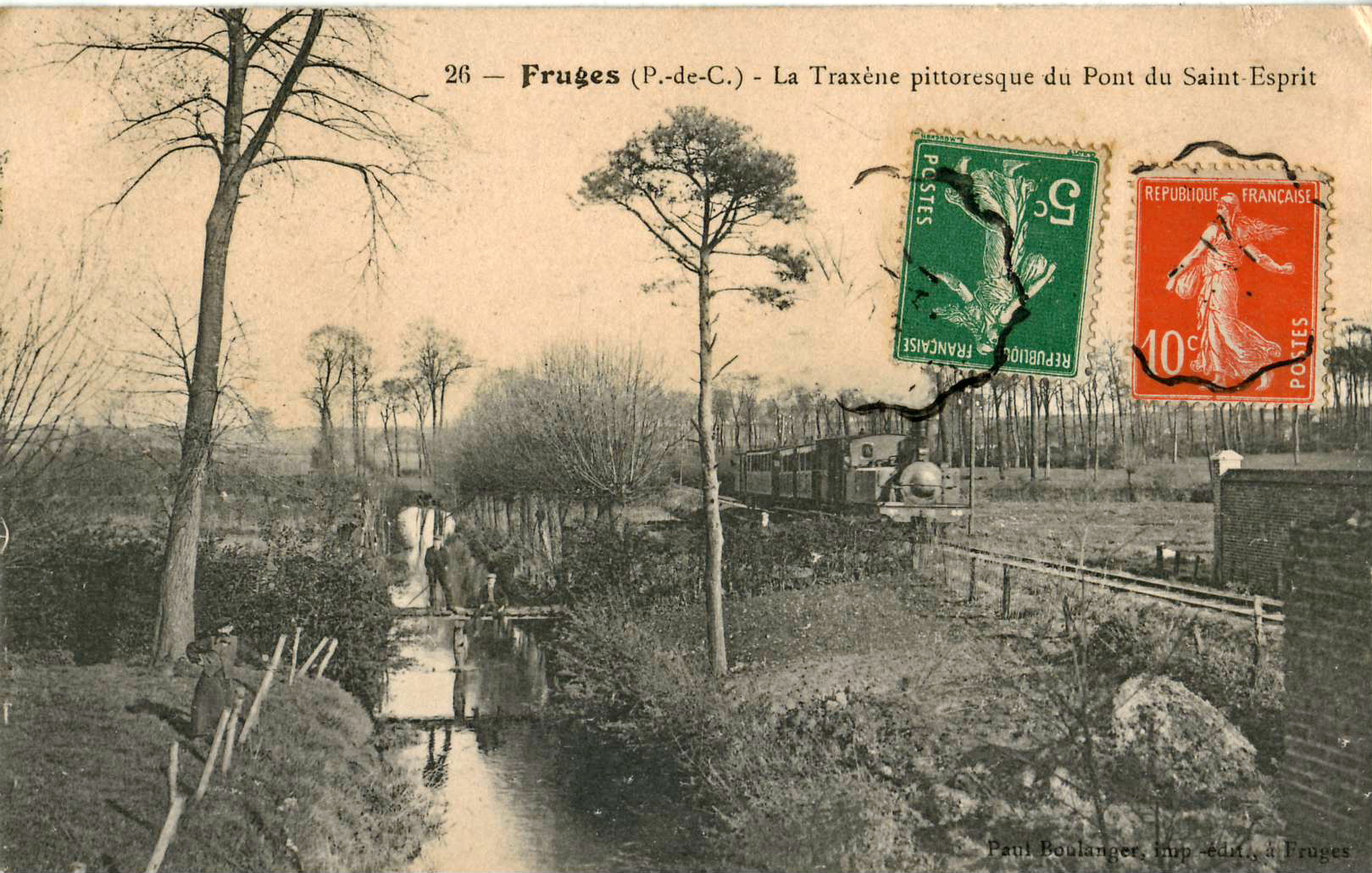
Rame de l'Aire-Berck à Fruges, le long de la Traxenne.

D'une longueur totale de 97 kilomètres, (88 kilomètres si on exclut les 9 kilomètres de tronc commun avec l'itinéraire d'Anvin à Calais), la ligne prenait son origine en gare d'Aire-sur-la-Lys, située sur la voie ferrée transversale d'Armentières à Saint-Omer par Berguette (exploitée par la Compagnie du Nord), remontait, selon une direction sud-ouest, la vallée de la Lys jusqu'à Fruges. À partir de ce lieu, s'orientant vers l'ouest, elle empruntait les rails du chemin de fer Anvin - Calais, montant sur un plateau peu élevé, avant de parvenir à la bifurcation de Rimeux-Gournay. De là, l'itinéraire empruntait les vallées de l'Aa, puis de la Course avant de parvenir à la petite sous-préfecture de Montreuil où elle croisait la ligne d'intérêt général d'Arras à Étaples, franchissait la Canche.
Son parcours, orienté vers le sud, la conduisait jusqu'à la gare de Rang-du-Fliers - Verton qui assurait la correspondance avec la grande ligne d'Amiens à Calais, puis, reprenant une direction occidentale, la voie ferrée desservait Berck-Ville, siège d'une importante briqueterie. Enfin, longeant la voie d'un tramway hippomobile à voie étroite de 0,60 m, qui assura, jusqu'en 1910 durant la saison balnéaire, le transport des voyageurs entre la ville et le littoral, elle parvenait jusqu'au terminus de Berck-Plage, commun à partir de 1909, avec la ligne de Berck-Plage à Paris-Plage. La voie à écartement métrique était établie en site propre et était équipée en rail du type « Vignole » de 20 kg/m. Le profil de la ligne n'était guère difficile avec des déclivités maximales de 17 ‰ et des courbes dont le rayon ne s'abaissait pas à moins de 100 mètres.
Les gares présentaient l'aspect de bâtiments en brique à un étage encadrés d'une halle à marchandises et de locaux annexes (cellier, toilettes). Les gares d'embranchement et terminus bénéficiaient d'une remise. À l'extrémité sud de l'itinéraire, la station de Berck-Plage, déjà construite à la fin du XIXe siècle dans des proportions plus généreuses, fut considérablement agrandie avant la Première Guerre mondiale pour faire face à l'important trafic balnéaire. Elle revêtit des dimensions inhabituelles pour une voie ferrée d'intérêt local et fut dotée d'une marquise. Un dépôt était également présent dans les emprises de la gare de la cité balnéaire.

## Exploitation

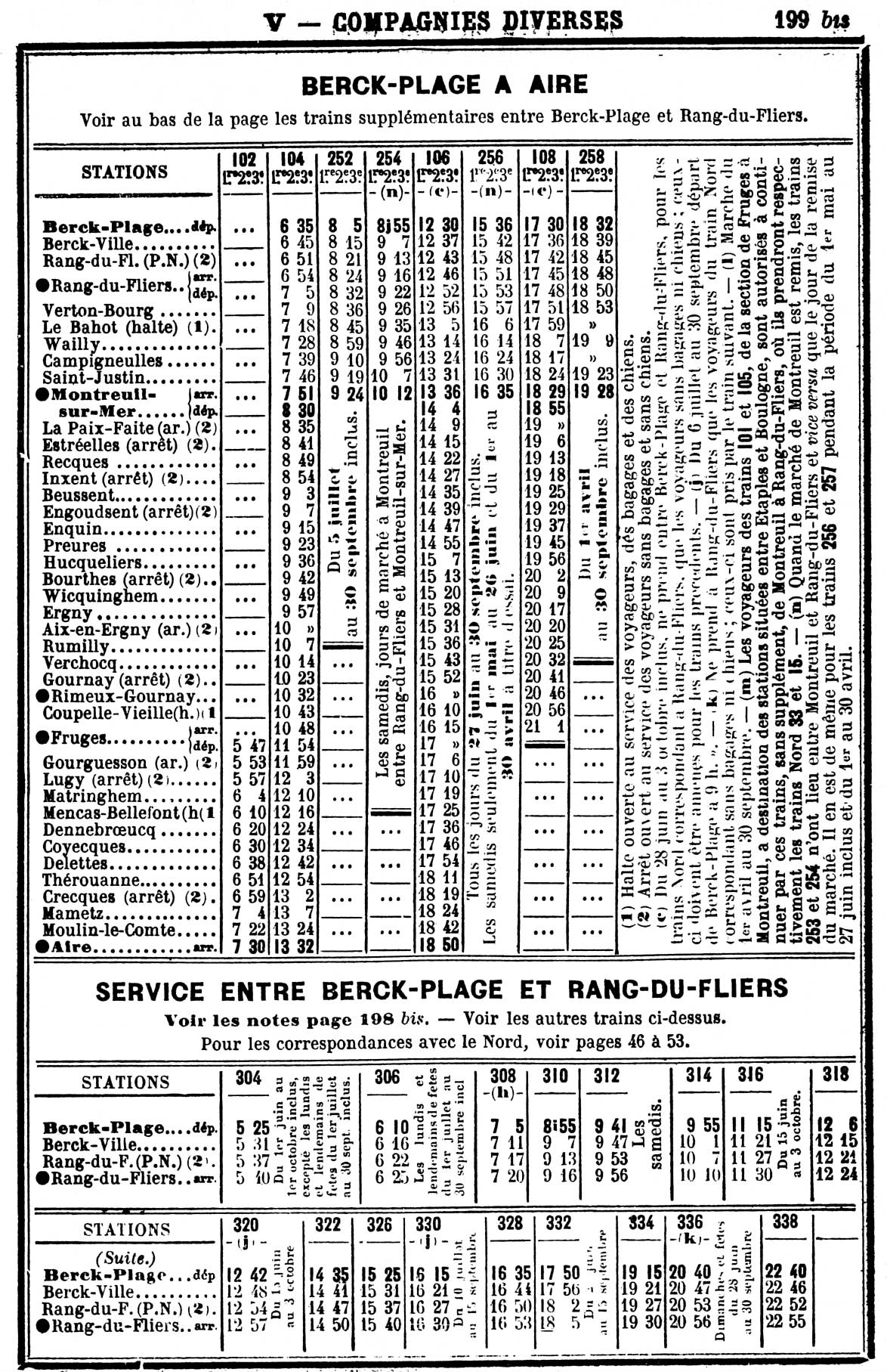
Horaires de la ligne en mai 1914
Cliquer sur l'image pour l'agrandir.

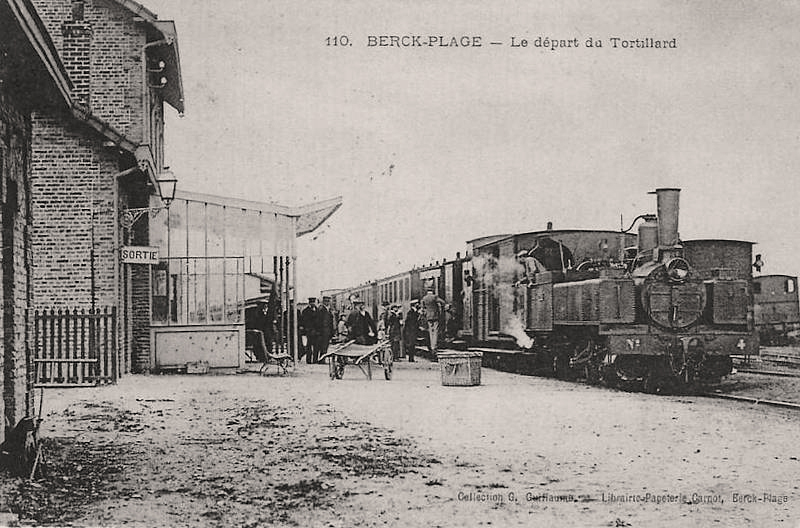
Au départ de Berck-Plage en direction de Rang-du-Fliers, Montreuil, Aire-sur-la-Lys.

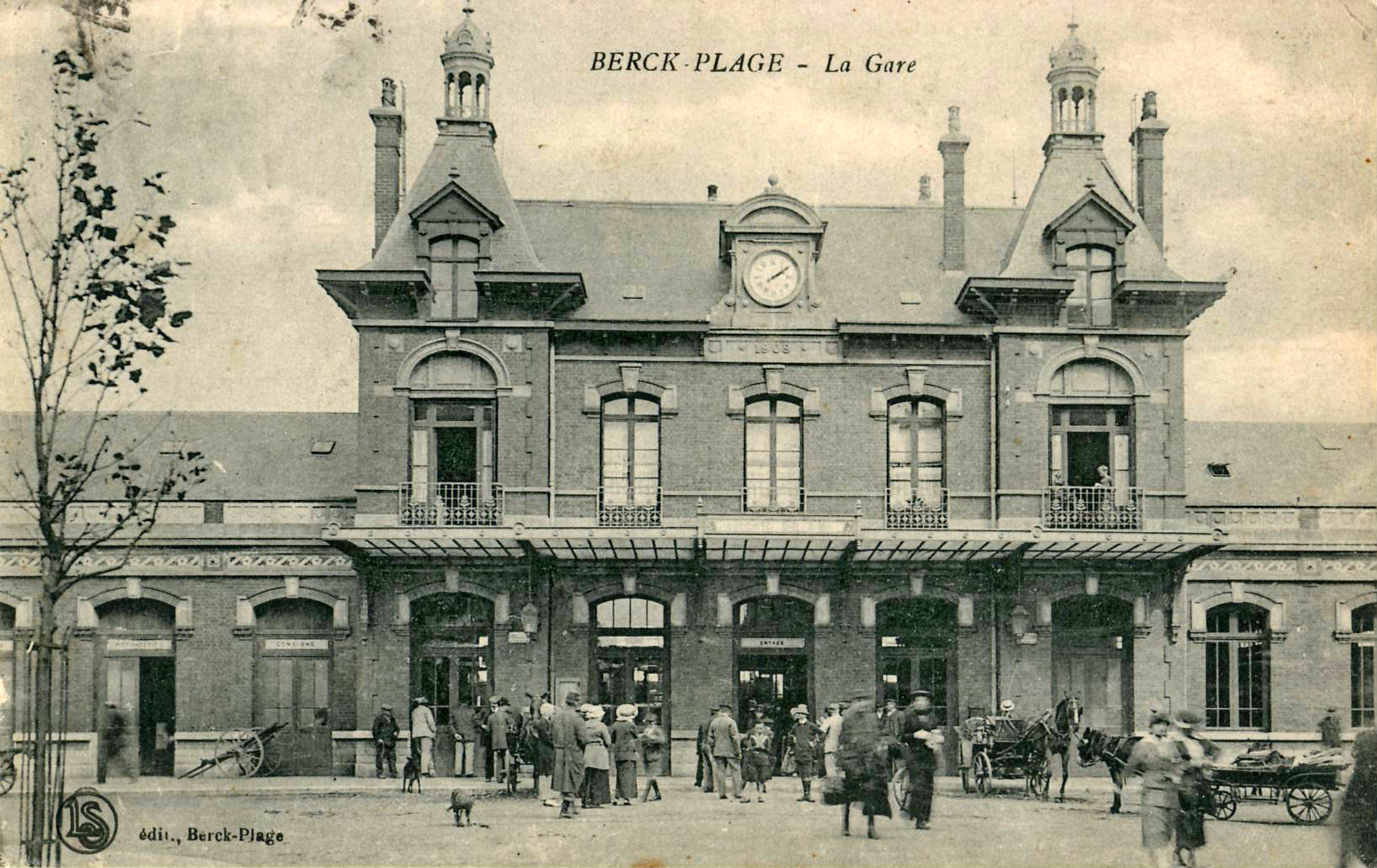
La nouvelle gare de Berck-Plage.

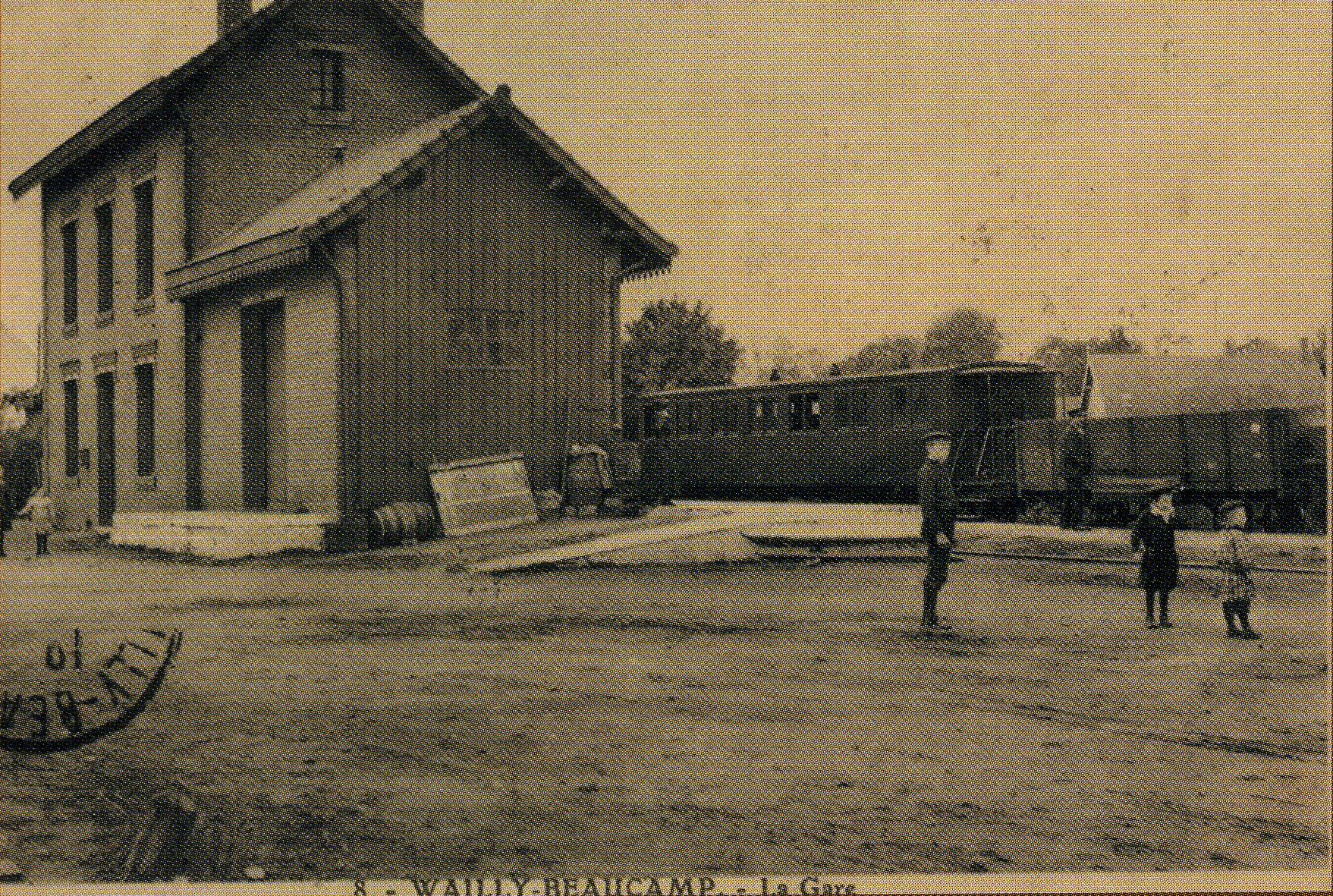
Train mixte en gare de Wailly.

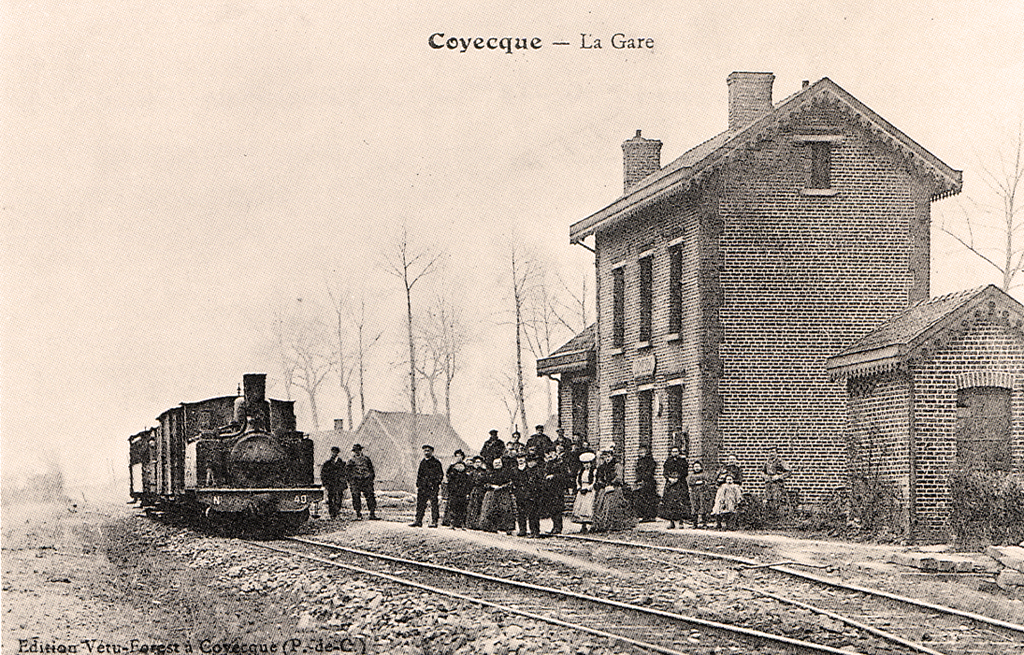
Un train mixte en gare de Coyecques (avec un s) sur la section d'Aire-sur-la-Lys à Fruges

Entre l'ouverture de l'itinéraire et la Première Guerre mondiale, le service de la ligne fut assuré par des trains reflétant la diversité des trafics (agricole dans l'arrière-pays Boulonnais, balnéaire près de la côte),. Deux navettes quotidiennes parcouraient la totalité de l'itinéraire entre Aire-sur-la-Lys et Berck-Plage (ou Berck-Ville entre 1893 et 1899), le plus rapide ne mettait pas moins de cinq heures (départ à 14 h 52, arrivée à 19 h 52) pour parcourir les 97 kilomètres de la voie ferrée, soit une moyenne de 19,4 km/h. Le voyageur devait acquitter pour ce voyage 6fr35 en première classe, 4fr80 en seconde classe et 3fr45 en troisième classe. Venaient s'ajouter des convois quotidiens assurant une desserte partielle de la voie ferrée, à savoir : un aller-retour Aire-sur-la Lys - Fruges, un aller-retour Fruges - Berck-Plage, quatre allers-retours saisonniers Montreuil - Berck-Plage, un nombre variable d'aller-retour Rang-du-Fliers - Berck-Plage en correspondance avec les trains de la Compagnie du Nord. Durant la pleine saison estivale, jusqu'à dix-huit navettes circulaient sur cette dernière section de la ligne, en plus des convois réguliers (au nombre de sept), soit un total de vingt-cinq trains dans chaque sens. La Première Guerre mondiale conduisit à une interruption du trafic durant quelques mois, puis, à compter de l'automne 1914, celui-ci reprit assurant des dessertes relativement étoffées avec au moins trois trains par jour sur la ligne (un seul aller-retour complet et deux services partiels) et encore huit navettes entre Rang-du-Fliers et Berck-Plage. La ligne qui passe sous administration militaire sert à l'acheminement de troupes britanniques depuis les ports d'Étaples ou de Boulogne-sur-Mer ainsi qu'à l'éloignement de populations civiles du front.
Les années qui suivirent la fin du conflit virent d'importants changements dans l'exploitation de la voie ferrée. Celle-ci fut confiée, en 1919, à la Compagnie générale de voies ferrées d'intérêt local (dite CGV ou VFIL), en fait l'ancienne Compagnie du Chemin de Fer d'Anvin à Calais qui changea de dénomination pour gérer désormais les lignes de l'ouest et du sud-ouest du Pas-de-Calais (les voies ferrées Anvin - Calais, Aire-sur-la-Lys - Berck-Plage auxquelles s'ajoutait la courte antenne du tramway à vapeur d'Ardres à Pont-d'Ardres gérée par la société du même nom). Le changement ne fut guère sensible pour le public, chaque ligne garda son autonomie, le matériel déjà banalisé circulant indifféremment sur les trois chemins de fer depuis leur construction. Sur le plan financier et technique, cette fusion se révéla efficace à une époque durant laquelle l'augmentation du prix des matières premières et du coût de revient de la main d'œuvre plongeaient les voies ferrées d'intérêt local dans de graves difficultés de trésorerie. Pour pallier cela et réduire les charges d'exploitation, les lignes du Pas-de-Calais introduisirent, dès le début des années 1920, des autorails pour assurer les trains les moins fréquentés. La ligne d'Aire-sur-la-Lys à Berck-Plage bénéficia durant l'entre-deux-guerres d'un trafic voyageurs et marchandises qui ne fit pas peser sur elle le risque de fermeture comme sur tant d'autres chemins de fer secondaires. Les circulations n'avaient guère été réduites par rapport à celles du début du siècle : deux aller-retour Aire-sur-la-Lys - Berck-Plage, un ou deux aller-retour Aire-sur-la-Lys - Fruges, un aller-retour Fruges - Berck-Plage, deux aller-retour Montreuil - Berck-Plage, de nombreuses navettes Rang-du-Fliers - Berck-Plage (jusqu'à 16 en saison).
Après la Seconde Guerre mondiale, la ligne survécut encore une dizaine d'années, bénéficiant de l'arrivée de matériel (des autorails Billard en particulier) provenant de voies ferrées d'intérêt local ayant arrêté leur exploitation. Pour réduire une nouvelle fois ses charges, le réseau mit également en service des locotracteurs diesel construits par ses propres ateliers et assurant la traction des trains de marchandises et de rames voyageurs durant les pointes saisonnières de trafic. En 1952, il subsistait un aller-retour quotidien entre les deux terminus de la ligne (le temps de parcours avait été réduit, en raison de la suppression de certains arrêts, à 4 h 23, soit une moyenne de 22,1 km/h), deux aller-retour Aire-sur-la-Lys - Fruges, deux aller-retour Fruges - Berck-Plage, quelques trains supplémentaires les jours de marché ainsi que cinq à six navettes Rang-du-Fliers - Berck-Plage. Malgré ces efforts de modernisation, le projet de mise à voie normale de la section Rang-du-Fliers - Berck-Plage, la concurrence des autocars, le déficit d'exploitation croissant eurent raison de la ligne dont le conseil général décida la fermeture en deux étapes, d'Aire-sur-la-Lys à Fruges ainsi que le tronc commun Fruges - Rimeux-Gournay au printemps 1954,, de Rimeux-Gournay à Berck-Plage le 1er mars 1955.

## Matériel roulant
La ligne bénéficiait de son propre parc d'engins moteurs et de matériel remorqué mais, en réalité, locomotives, voitures, fourgons et wagons étaient banalisés et pouvaient circuler sur les lignes qui allaient être gérées, à partir de 1919, par la Compagnie Générale des Voies Ferrées d'Intérêt Local. Tous les véhicules circulant sur les trois lignes étaient munis d'un tampon central, d'un attelage inférieur et d'un frein continu à vide. Les propos suivants tiennent compte à la fois du matériel possédé en propre par l'A.F.R.B. et d'un certain nombre d'engins moteurs ayant assuré la traction sur la ligne.

### Matériel moteur

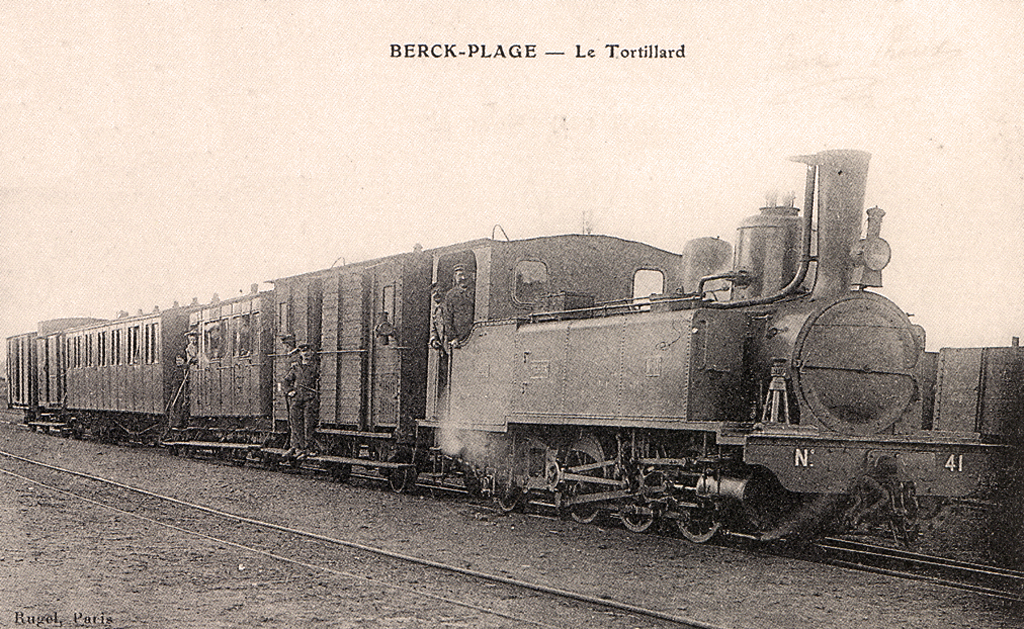
La Corpet-Louvet 031T no 41 en tête d'un train mixte en gare de Berck-Plage

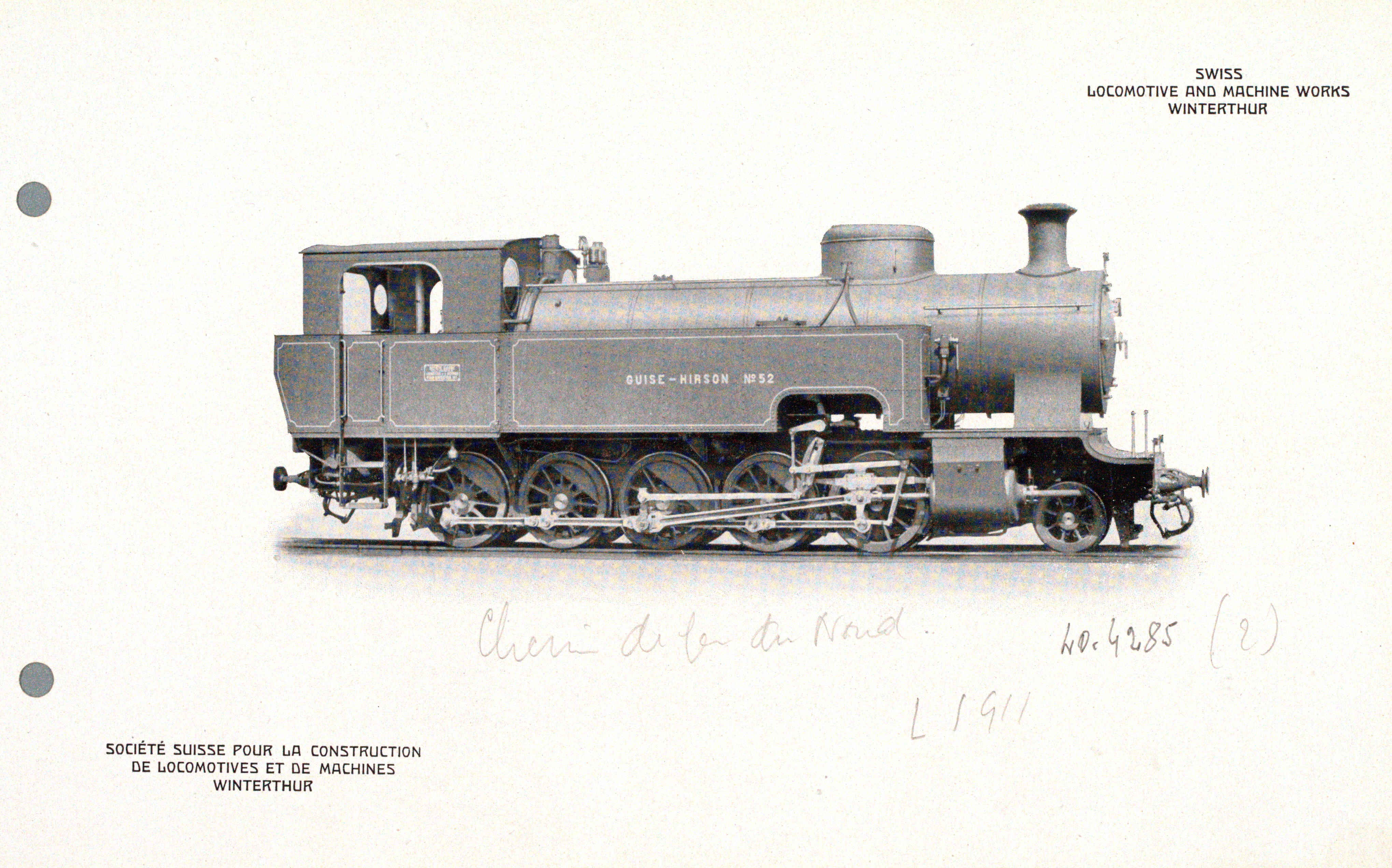
locomotive de Type 150 construite par SLM

Au début de l'exploitation, la traction était assurée douze locomotives à vapeur de type 031T construites en deux lots par les établissements Corpet-Louvet de La Courneuve:
- six 031T de 16 tonnes livrées en 1890-1891 et numérotées 31 à 36.
- six 031T de 20 tonnes livrées en 1892 et numérotées 40 à 45.

Les premières, considérées comme pas assez puissantes, furent cédées pour cinq d'entre elles dès 1894 et en 1912 pour la dernière de la série.
La ligne vit circuler des machines du chemin de fer Anvin - Calais et reçu même de ce dernier une 030T Pinguely qui prit le no 46. D'autres locomotives intervinrent sur la ligne, des 130T construites par les ateliers de la Compagnie des chemins de fer du Nord en 1909-1910, deux 150T de construction suisse Schweizerische Lokomotiv und Maschinenfabrik ou SLM (1911), une 130T fabriquée en 1924 par la Société alsacienne de constructions mécaniques (SACM)
qui fut d'abord la propriété de la ligne de Berck-Plage à Paris-Plage, puis de la sucrerie de Rang-du-Fliers avant d'être rachetée par le réseau en 1941. Il faut signaler également la circulation d'une machine privée appartenant à la distillerie de Verton, une 030T Fives-Lille de 1882 et celle, plus occasionnelle, des deux locomotives articulées allemandes, obtenues au titre des dommages de guerre, de type Mallet 030+030T de construction Henschel (1917).
À partir des années 1930, la ligne vit circuler des engins thermiques construits par les ateliers du réseau localisés à Lumbres sur l'itinéraire Anvin - Calais. Il s'agissait de sept autorails unidirectionnels à deux essieux mus par des moteurs diesel UNIC de 65 CV pour six d'entre eux (no 2 à 7) et d'un moteur Berliet de 85 CV pour le no 11.
Après la Seconde Guerre mondiale, la C.G.L. récupéra des autorails à bogies de construction Billard provenant de réseaux victimes de fermeture : deux autorails A80D1 de 1938 en 1949-1950 (no 608 et 610), un autorail A80D2 de 1939 en 1951 (no 704), deux autorails A150D6 de 1947 en 1951-1952 (no 26 et 27).
Les ateliers de Lumbres construisirent en 1948, à partir d'un châssis de locomotive à vapeur, un locotracteur de type 030 mu par un moteur Willème de 180 CV qui prit le numéro 301. Ce type de matériel fut complété par l'achat, en 1949, de trois locotracteurs assez semblables (no 650 à 652),. Ces derniers comme celui de fabrication se retrouvèrent souvent à la tête des navettes acheminant les voyageurs de Rang-du-Fliers à Berck-Plage.

### Voitures et wagons

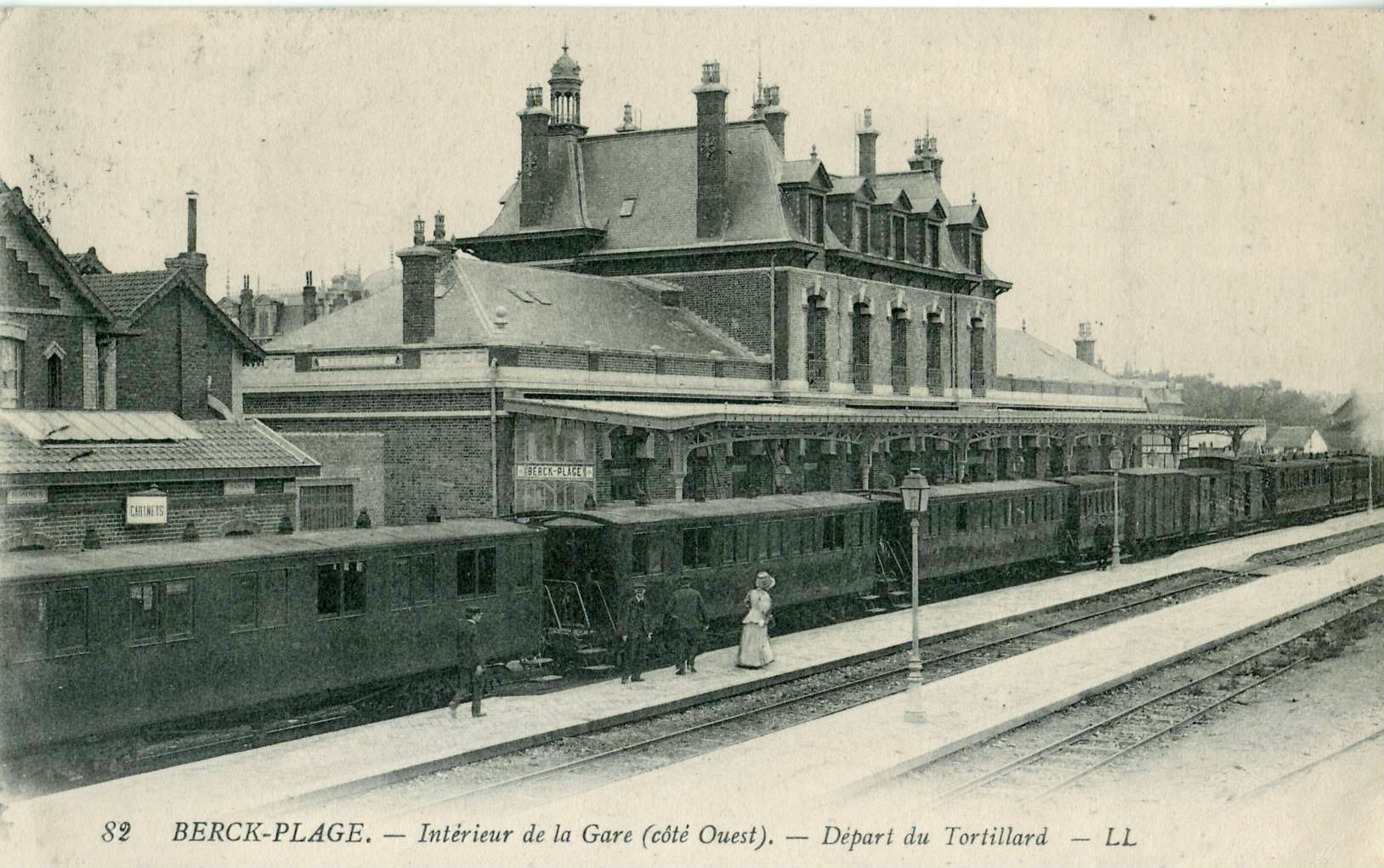
Long convoi composé de voitures à bogies, d'une voiture à essieux de la ligne d'Anvin et de fourgons devant la gare « monumentale » de Berck-Plage

La ligne disposait d'un parc de voitures uniquement à bogies (même s'il arrivait au matériel à deux essieux de la ligne d'Anvin d'être utilisé sur la ligne d'Ayre à Berk) :
- 5 voitures de 1re/2e classes ;
- 9 voitures de 1re/2e/3e classes ;
- 2 voitures de 3e classe.

Le parc des wagons était étoffé (des wagons privés et de l'autre itinéraire circulaient également sur les voies) :
- 12 fourgons ;
- 45 wagons couverts (5 étaient utilisables comme fourgons sur les navettes littorales) ;
- 80 wagons tombereaux ;
- 40 wagons plats (dont 6 transformables en voitures d'été totalement découvertes pour les dessertes de Berck-Plage) ;
- 10 wagons plateformes à ranchers (montants permettant de maintenir la marchandise comme des grumes) ;
- 30 wagons ballastières.

## Bilan

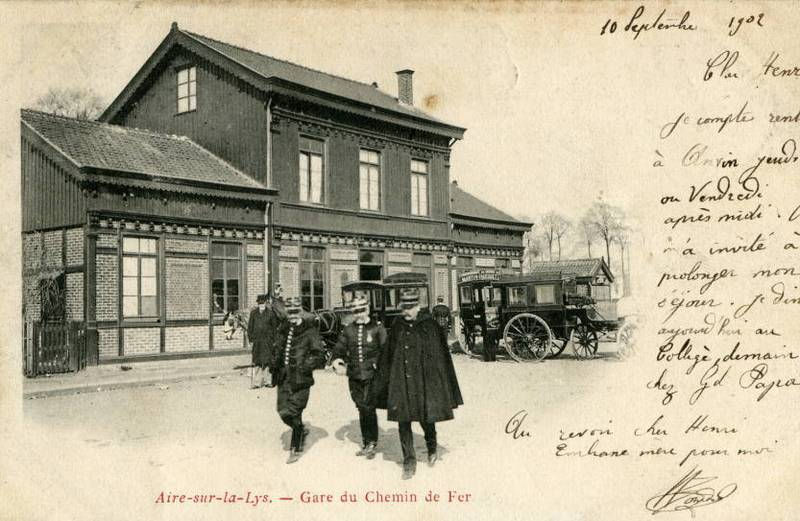
La gare d'Aire-sur-la-Lys, point de départ de la ligne

La longévité de la ligne d'Aire à Berck, son dynamisme jusqu'aux dernières années d'exploitation peuvent être expliqués par un certain nombre de facteurs.
L'itinéraire comblait un hiatus ferroviaire et ainsi ne souffrait pas de la concurrence d'autres voies ferrées (d'intérêt général en particulier). Il bénéficiait d'un trafic de nature variée. Dans la première partie de son parcours, entre Aire-sur-la-Lys et Montreuil, il assurait le déplacement de populations rurales au sein de campagnes de densité relativement élevée ainsi que le transport de matières premières agricoles (betterave à sucre), puis entre Montreuil et Berck-Plage bénéficiait d'un important trafic balnéaire auquel s'ajoutait le transport de marchandises généré par des entreprises embranchées (briqueterie...).
Le partenariat (renforcé à partir de 1919 avec l'intégration au sein de la C.G.L.) avec la ligne d'Anvin à Calais (et le tramway à vapeur d'Ardres à Pont d'Ardres) a joué un rôle déterminant dans la prospérité de la ligne. Non seulement, il a permis, grâce à l'utilisation commune d'un tronçon de ligne et à la banalisation du matériel, de réaliser des économies d'établissement et d'exploitation, mais il a fait surtout bénéficier la ligne de l'expérience d'Émile Level (directeur de la société concessionnaire) en matière de gestion de chemin de fer secondaire que ce soit dans le domaine des relations avec la compagnie du Nord ou dans la mise en service de nouveaux matériels. M. Level avait en effet voulu faire de l'axe Anvin - Calais une véritable ligne de démonstration mettant en avant toute l'efficacité d'une voie ferrée d'intérêt local en matière d'économies, de polyvalence des employés (dont de nombreuses femmes auxquelles était confiée l'administration des gares), de performances du matériel roulant et invitait de nombreux responsables locaux soucieux de la bonne marche des réseaux départementaux dont ils avaient la charge.

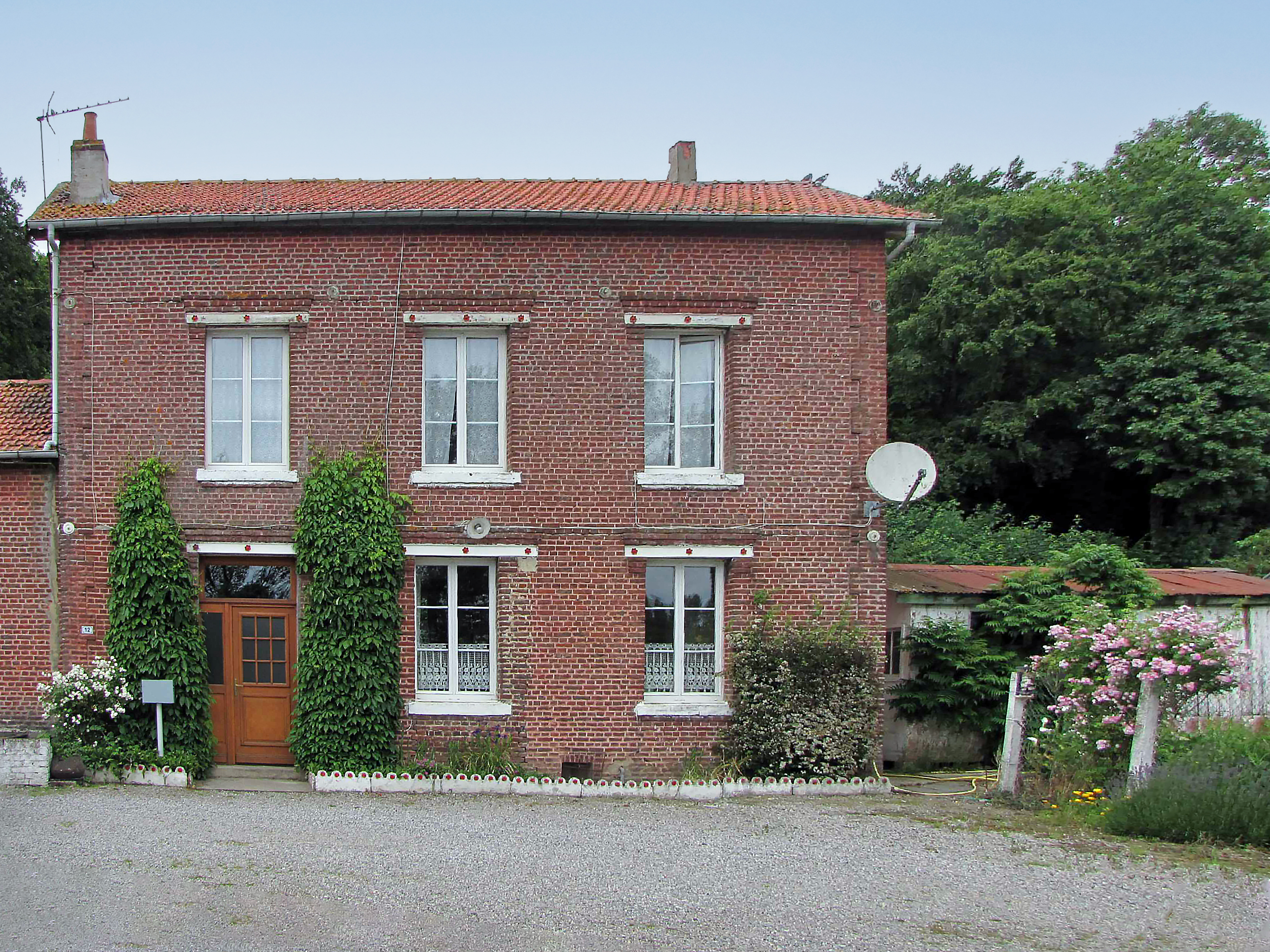
Ancienne gare de Preures
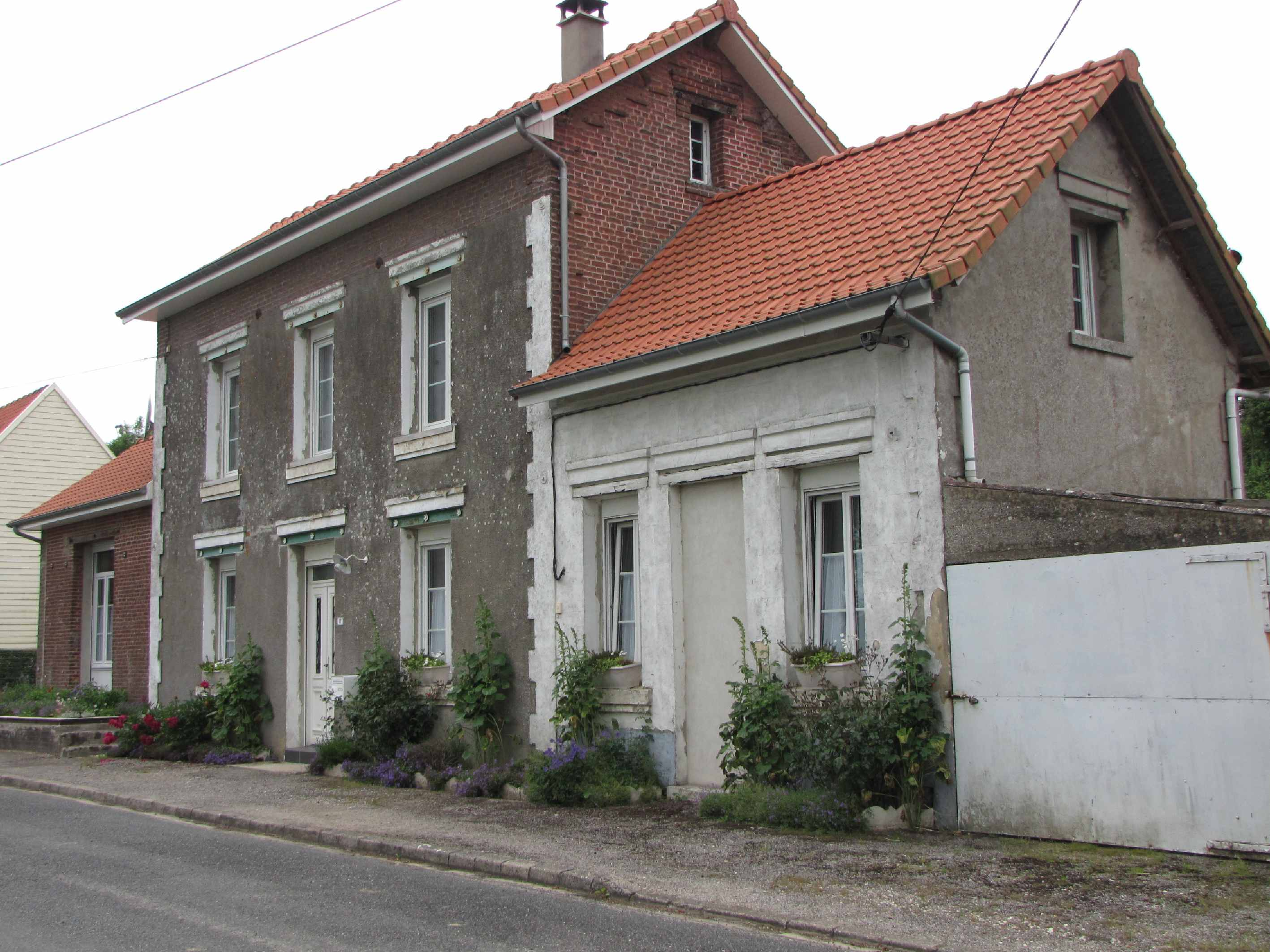
Gare d'Hucqueliers